# Чемпионат Беларуси по боксу 2016
Чемпионат Белоруссии по боксу 2016 года проходил в Гомеле 24—29 октября. Участвовало 113 боксёров, включая 25 женщин. Было разыграно 20 комплектов  медалей. Спортсмены были представлены семью командами. Финалы поединков состоялись у женщин — 27 октября, у мужчин — 29 октября. Представители Гомельской области завоевали восемь первых мест, четыре вторых и пять третьих.

## Медалисты мужчины
| Весовая категория | Золото                           | Серебро                           | Бронза                                               |
| ----------------- | -------------------------------- | --------------------------------- | ---------------------------------------------------- |
| до 49 кг          | Евгений Кармильчик               | Владислав Калиянц                 | -                                                    |
| до 52 кг          | Сергей Лобан                     | Павел Лазакович                   | Илья Егоренко Денис Кучко                            |
| до 56 кг          | Дмитрий Асанов                   | Николай Шах                       | Антон Наханьков                                      |
| до 60 кг          | Вазген Сафарьянц Минск           | Евгений Олейник Брестская область | Евгений Шабельник Элербек Ахмедов                    |
| до 64 кг          | Максим Вислоух                   | Дмитрий Сапон                     | Вадим Виниченко Михаил Басяков                       |
| до 69 кг          | Дмитрий Милюша Брестская область | Илья Одинаев Минская область      | Максим Гордейко Гродненская область Евгений Макарчук |
| до 75 кг          | Виталий Бондаренко               | Виктор Дешкевич                   | Артём Вавилов Андрей Михайлов                        |
| до 81 кг          | Егор Горбунов                    | Артём Авилов                      | Роман Карачан Глеб Синькевич                         |
| до 91 кг          | Сергей Новиков                   | Владислав Смягликов               | Анатолий Мартыненко Сергей Корнеев                   |
| свыше 91 кг       | Александр Калеев                 | Илья Кулиненко                    | Дмитрий Макаревич Денис Паскин                       |

## Медалисты женщины
| Весовая категория | Золото              | Серебро             | Бронза                                              |
| ----------------- | ------------------- | ------------------- | --------------------------------------------------- |
| до 48 кг          | Ольга Степаненко    | Анастасия Дубинина  | Ольга Лущик                                         |
| до 51 кг          | Яна Бурим           | Алина Белодедова    | Дарья Дубинина Валентина Крыштапенко                |
| до 54 кг          | Галина Бруевич      | Дарья Пуйдак        | -                                                   |
| до 57 кг          | Юлия Апанасович     | Вероника Прокофьева | Вероника Гваздовская Минская область Оксана Ефимова |
| до 60 кг          | Алла Яршевич        | Анна Прохорова      | -                                                   |
| до 64 кг          | Александра Якушевич | Виктория Усова      | -                                                   |
| до 69 кг          | Алина Вебер         | Вероника Лагодич    | Антонина Аксёнова Василина Драугелите               |
| до 75 кг          | Виктория Кебикова   | Татьяна Тетерук     | -                                                   |
| до 81 кг          | Диана Емельянова    | -                   | -                                                   |